# Lepthyphantes palaeformis
Lepthyphantes palaeformis är en spindelart som beskrevs av Andrei V. Tanasevitch 1989. Lepthyphantes palaeformis ingår i släktet Lepthyphantes och familjen täckvävarspindlar. Inga underarter finns listade i Catalogue of Life.